# Kaoss Pad
Kaoss Pad es un controlador MIDI, sampler y procesador de efectos para sonido e instrumentos musicales, basado en touchpad (superficie táctil), fabricado por Korg.
Su touchpad puede usarse para controlar el motor interno de efectos que puede aplicarse a la señal de entrada o a samples grabados de la entrada. entre los efectos que este dispositivo tiene se encuentran variador de tono, distorsión, filtro, wah wah, flanger, delay, reverberación, phaser y modulación.
Además puede usarse como controlador MIDI mediante las posición del dedo respecto el eje x y el eje y, obteniendo en la salida MIDI lo que serían dos controladores de flujo continuo. También puede obtenerse como salida la suma de ambos flujos a modo de tercer controlador de flujo continuo.
El primer modelo, KP1 Kaoss Pad, salió al mercado en 1999. desde entonces Korg ha sacado diferentes modelos: el KP2, con una serie de funciones más que su predecesor; el KP1 Kaoss Pad Entrancer, capaz de procesar audio y video; y el KP3, lanzado en octubre de 2006.
En la primavera del año 2007, Korg comercializó el mini-KP, basado en el KP3, pero como su nombre indica, de menor tamaño. este modelo ofrece 100 efectos/programas y dos bancos de memoria. Además la alimentación de este consiste en 4 pilas AA convirtiéndolo en el único modelo portátil. Sin embargo el touchpad del mini-KP no tiene salida midi ni pantalla.
Entre los artistas que usan Kaoss Pad destacan Matthew Bellamy (de Muse), Jonny Greenwood y Ed O'Brien (de Radiohead), Shok-Murillo (de Velter), Brian Eno (de Roxy Music y en solitario), Brian Molko (de Placebo), Russell Lissack (de Bloc Party), Geologist (de Animal Collective), Jeff Tweedy y Nels Cline (de Wilco), Jeremy Michael Ward y Omar Rodríguez-López (de The Mars Volta), Trent Reznor (de Nine Inch Nails), Chris Kilmore (de Incubus), Sid Wilson (de Slipknot), The Prodigy, Modeselektor, Enter Shikari, John Linnell (de They Might Be Giants), Mike Patton (de Faith No More), Jordan Rudess (de Dream Theater) y Elsuperloco Murphy y Dohko (de Lujuria).